# 5682 Beresford
5682 Beresford eller 1990 TB är en asteroid i huvudbältet som upptäcktes den 9 oktober 1990 av den australiensiske astronomen Robert H. McNaught vid Siding Spring-observatoriet. Den är uppkallad efter den australiensiske amatörastronomen Anthony C. Beresford.
Asteroiden har en diameter på ungefär 4 kilometer.